# NIFL Premiership (2019/2020)
NIFL Premiership 2019/2020 (ze względów sponsorskich zwana jako Danske Bank Premiership) – 119. edycja najwyższej klasy rozgrywkowej piłki nożnej w Irlandii Północnej.
Sezon rozpoczął się 9 sierpnia 2019. Ostatnie mecze rozegrano 7 marca 2020. Ze względu na pandemię COVID-19 w Wielkiej Brytanii rozgrywki zostały zawieszone 13 marca 202. Mimo kilku terminów wznowienia zawodów nie udało się ich dokończyć.
9 czerwca NIFL dał klubom możliwość głosowania nad dwiema opcjami zakończenia pozostałej części sezonu, obie zostały odrzucone przez większość klubów.
23 czerwca 2020, po tym, jak rozmowy między klubami nie przyniosły konsensusu co do alternatywnej opcji, NIFL ogłosiło, że sezon się skończył i że do ustalenia ostatecznej klasyfikacji ligowej zostanie wykorzystany wzór matematyczny.
Tytuł mistrzowski obroniła drużyna Linfield zdobywając drugi tytuł z rzędu, a pięćdziesiąty czwarty w swojej historii.

## Format rozgrywek
W lidze udział bierze 12 drużyn, walczących o tytuł mistrza Irlandii Północnej w piłce nożnej.
Rozgrywki składają się z dwóch faz. Każda z drużyn rozgrywa w pierwszej fazie po 3 mecze ze wszystkimi przeciwnikami (razem 33 spotkań).
Następnie zespoły podzielone na 2 grupy po 6 uczestników zgodnie z kolejnością w tabeli po 33. kolejce rozgrywają ze sobą po 1 spotkaniu.
Mistrz kraju otrzymuje prawo gry w rundzie wstępnej Ligi Mistrzów UEFA.
Wicemistrz oraz zdobywca Pucharu Irlandii Północnej zapewniają sobie miejsce w rundzie wstępnej Ligi Europy UEFA.
W przypadku zapewnienia sobie występu w rozgrywkach europejskich przez zdobywcę pucharu jego miejsce pucharowe przypadnie trzeciej drużynie ligi.
Ostatnia, 12. drużyna tabeli, spada bezpośrednio do NIFL Championship. Przedostatnia rozgrywa baraż z wicemistrzem NIFL Championship.

## Drużyny
| Uczestnicy poprzedniej edycji | Uczestnicy poprzedniej edycji | Uczestnicy poprzedniej edycji | Uczestnicy poprzedniej edycji |
| --- | ----------------------------- | ----------------------------- | ----------------------------- |
| LIN | Linfield F.C.                 | Belfast                       | 1                             |
| BAL | Ballymena United F.C.         | Ballymena                     | 2                             |
| GLL | Glenavon F.C.                 | Lurgan                        | 3                             |
| CRS | Crusaders F.C.                | Belfast                       | 4                             |
| CLI | Cliftonville F.C.             | Belfast                       | 5                             |
| COL | Coleraine F.C.                | Coleraine                     | 6                             |
| GLB | Glentoran F.C.                | Belfast                       | 7                             |
| INS | Institute F.C.                | Drumahoe                      | 8                             |
| DSW | Dungannon Swifts F.C.         | Dungannon                     | 9                             |
| WPT | Warrenpoint Town F.C.         | Warrenpoint                   | 10                            |
| Awans z NIFL Championship |                               |                               |                               |
| LAR | Larne F.C.                    | Larne                         | 1                             |
| po barażach |                               |                               |                               |
| CKR | Carrick Rangers F.C.          | Carrickfergus                 | 2                             |
| Oznaczenia: - kolumna pierwsza – skróty nazw drużyn, - kolumna trzecia – siedziba klubu, - kolumna czwarta – miejsce zajęte w poprzednim sezonie. |                               |                               |                               |

## Faza zasadnicza

### Tabela
| Lp. | Drużyna          | M  | Z  | R | P  | B+ | B- | +/– | Pkt | PktM | Kwalifikacja lub spadek            |
| --- | ---------------- | -- | -- | - | -- | -- | -- | --- | --- | ---- | ---------------------------------- |
| 1   | Linfield (M)     | 31 | 22 | 3 | 6  | 71 | 24 | +47 | 69  | 2,23 | Liga Mistrzów UEFA • Runda wstępna |
| 2   | Coleraine        | 31 | 19 | 8 | 4  | 64 | 24 | +40 | 65  | 2,10 | Liga Europy UEFA • Runda wstępna   |
| 3   | Crusaders        | 31 | 17 | 8 | 6  | 66 | 30 | +36 | 59  | 1,90 |                                    |
| 4   | Cliftonville     | 31 | 18 | 5 | 8  | 48 | 22 | +26 | 59  | 1,90 |                                    |
| 5   | Glentoran (P)    | 31 | 17 | 7 | 7  | 60 | 33 | +27 | 58  | 1,87 | Liga Europy UEFA • Runda wstępna   |
| 6   | Larne            | 31 | 16 | 8 | 7  | 59 | 29 | +30 | 56  | 1,81 |                                    |
| 7   | Glenavon         | 31 | 10 | 5 | 16 | 46 | 71 | −25 | 35  | 1,13 |                                    |
| 8   | Carrick Rangers  | 31 | 10 | 2 | 19 | 34 | 47 | −13 | 32  | 1,03 |                                    |
| 9   | Dungannon Swifts | 31 | 8  | 6 | 17 | 36 | 76 | −40 | 30  | 0,97 |                                    |
| 10  | Ballymena United | 31 | 7  | 6 | 18 | 34 | 54 | −20 | 27  | 0,87 |                                    |
| 11  | Warrenpoint Town | 31 | 5  | 3 | 23 | 26 | 85 | −59 | 18  | 0,58 | [ i ]                              |
| 12  | Institute (S)    | 31 | 2  | 9 | 20 | 23 | 72 | −49 | 15  | 0,48 | Spadek do NIFL Championship        |

1. ↑  Baraż został odwołany, gdy liga została zakończona z powodu pandemii Covid-19.

### Wyniki
| Gospodarz \ Gość | BYM | CRK | CLF | COL | CRU | DUN | GLA | GLT | INS | LAR | LIN | WPT | BYM | CRK | CLF | COL | CRU | DUN | GLA | GLT | INS | LAR | LIN | WPT |
| ---------------- | --- | --- | --- | --- | --- | --- | --- | --- | --- | --- | --- | --- | --- | --- | --- | --- | --- | --- | --- | --- | --- | --- | --- | --- |
| Ballymena United |     | 1–2 | 2–1 | 1–1 | 1–1 | 3–2 | 2–1 | 1–2 | 1–1 | 0–3 | 1–2 | 4–0 |     | 0–2 |     | 0–2 |     |     | 0–3 |     |     | 2–3 | 1–4 |     |
| Carrick Rangers  | 0–1 |     | 0–1 | 1–4 | 1–3 | 1–0 | 6–2 | 0–1 | 3–0 | 1–2 | 0–3 | 1–0 |     |     | 1–0 | 0–2 |     | 1–2 |     |     |     |     | 0–2 | 1–2 |
| Cliftonville     | 1–0 | 3–1 |     | 1–0 | 0–2 | 5–0 | 3–1 | 0–2 | 1–0 | 1–0 | 0–1 | 4–0 | 1–1 |     |     |     |     | 1–1 | 1–0 |     |     |     | 1–2 |     |
| Coleraine        | 2–0 | 3–2 | 1–1 |     | 4–2 | 5–0 | 4–0 | 2–2 | 0–0 | 0–0 | 1–0 | 3–0 |     |     | 1–0 |     | 0–1 |     | 2–1 |     |     |     | 1–1 |     |
| Crusaders        | 0–1 | 3–0 | 1–2 | 0–2 |     | 3–0 | 3–2 | 5–2 | 1–1 | 2–2 | 1–0 | 4–0 | 2–0 |     | 0–0 |     |     | 5–0 |     |     | 2–1 | 3–0 |     |     |
| Dungannon Swifts | 2–2 | 2–1 | 0–4 | 0–2 | 1–6 |     | 2–1 | 3–1 | 2–2 | 0–1 | 1–4 | 3–1 | 1–0 |     |     |     |     |     |     | 0–2 | 2–0 | 0–2 |     | 4–4 |
| Glenavon         | 3–1 | 1–0 | 1–2 | 0–4 | 2–2 | 5–0 |     | 1–1 | 3–1 | 1–3 | 1–0 | 2–0 |     |     |     |     | 2–1 |     |     | 2–2 | 2–2 |     |     | 1–1 |
| Glentoran        | 3–1 | 3–1 | 0–1 | 2–2 | 1–1 | 6–1 | 4–0 |     | 4–0 | 2–1 | 3–0 | 2–1 | 2–0 | 0–0 | 0–2 | 0–1 |     |     |     |     |     |     |     | 2–1 |
| Institute        | 1–1 | 0–2 | 0–3 | 2–0 | 0–6 | 2–3 | 1–4 | 1–1 |     | 1–4 | 0–3 | 0–1 |     | 0–3 |     | 0–4 |     |     |     | 0–2 |     | 0–4 |     |     |
| Larne            | 2–4 | 0–0 | 1–1 | 2–2 | 0–0 | 0–0 | 6–0 | 2–3 | 1–1 |     | 3–1 | 6–0 |     | 4–0 | 1–2 |     |     |     | 1–0 | 2–1 |     |     |     | 1–0 |
| Linfield         | 2–1 | 2–0 | 1–0 | 2–4 | 1–1 | 0–0 | 7–0 | 1–0 | 3–1 | 1–0 |     | 7–0 |     |     |     |     | 4–0 | 2–1 | 8–1 |     | 3–0 |     |     |     |
| Warrenpoint Town | 2–1 | 0–3 | 1–5 | 3–1 | 0–1 | 4–3 | 1–3 | 0–4 | 1–3 | 0–2 | 0–2 |     |     |     |     | 0–4 | 0–4 |     |     |     | 2–2 |     | 1–2 |     |

## Najlepsi strzelcy
| Bramki | Strzelcy          | Drużyna      |
| ------ | ----------------- | ------------ |
| 18     | Joe Gormley       | Cliftonville |
| 15     | Robbie McDaid     | Glentoran    |
| 13     | Andrew Waterworth | Linfield     |
| 13     | David McDaid      | Larne        |
| 12     | Jamie McGonigle   | Crusaders    |
| 12     | Hrvoje Plum       | Glentoran    |
| 11     | Joel Cooper       | Linfield     |
| 11     | Conor McMenamin   | Cliftonville |
| 11     | Jonathan McMurray | Larne        |
| 11     | Paul O’Neill      | Glentoran    |
| 11     | Jordan Owens      | Crusaders    |

Źródło.

## Stadiony
| Ballymena United |
| ---------------- |
| The Showgrounds  |
|                  |

| Carrick Rangers        |
| ---------------------- |
| Loughshore Hotel Arena |
|                        |

| Cliftonville |
| ------------ |
| Solitude     |
|              |

| Coleraine       |
| --------------- |
| The Showgrounds |
|                 |

| Crusaders |
| --------- |
| Seaview   |
|           |

| Dungannon Swifts |
| ---------------- |
| Stangmore Park   |
|                  |

| Glenavon        |
| --------------- |
| Mourneview Park |
|                 |

| Glentoran |
| --------- |
| The Oval  |
|           |

| Institute          |
| ------------------ |
| Brandywell Stadium |
|                    |

| Larne      |
| ---------- |
| Inver Park |
|            |

| Linfield     |
| ------------ |
| Windsor Park |
|              |

| Warrenpoint Town |
| ---------------- |
| Milltown         |
|                  |

Źródło.